# Hueste
Hueste, en la Edad Media, era un tecnicismo militar medieval que designaba a la reunión transitoria de mesnadas y gente de guerra (más caballeros o guerreros que soldados, pues estos últimos eran con frecuencia mercenarios), compuesta de cuerpos de infantería, arqueros y caballería pesada o ligera. Las tropas podían ser convocadas por reyes o señores feudales.[cita requerida]
- Las mesnadas se componían de vasallos, pudiendo ser caballeros, órdenes militares, e incluso confederaciones con extranjeros.[cita requerida]

- De las huestes salían grupos o partidas[3] para hacer algaras y cabalgadas, y a veces incluso pequeños cuerpos destacados (destacamentos) para correrías o incursiones rápidas en territorio enemigo (correduras o razzias) al abrigo de la sorpresa, regresando a esta formación principal después de haber quemado cosechas, talado viñas y saqueado granjas o poblaciones, con el correspondiente botín. Con las huestes también se solían sitiar y expugnar con ingeniería de guerra (por lo general, con arietes, torres y minas, o catapultas si había foso) las fortalezas, baluartes y asentamientos del enemigo o pelear en escaramuzas, batallas y guerras.[cita requerida]

## Uso histórico del término
Al comienzo de la Edad Media, no existía una palabra concreta para denominar a estos grupos de personas con objetivos militares salvo el fonsado. La palabra hueste aparecía en las Siete Partidas (siglo XIII) con una connotación que podría considerarse sinónima de la palabra tropas usada en el castellano moderno. El uso de la palabra cayó en desuso en el siglo XVII, usándose en el XVI «Campo» y «Exército».[cita requerida]
Ya el Diccionario de Autoridades lo recoge como "voz antiquada", sinónimo de "exército", precisando su uso en la época (1734): "Oy se usa en plural para significar las tropas: como regimientos, batallones, &c.".
En la actualidad, el DRAE recoge dos acepciones: "ejército en campaña" (como sinónimo de "ejército, tropa, fuerza, mesnada, partida, guerrilla"); y "conjunto de los seguidores o partidarios de una persona o de una causa" (como sinónimo de "banda, facción"). En cuanto a su etimología, indica que deriva del latín hostis ("enemigo, adversario").

## Galería

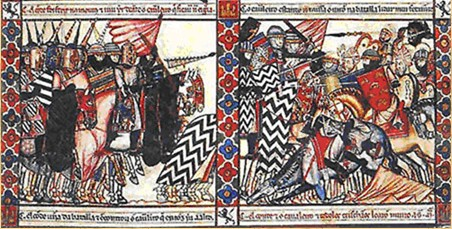
Reconstrucción imaginativa de las huestes del conde García de Castilla en la batalla de San Esteban de Gormaz en un manuscrito iluminado del siglo XIII (Cantigas de Santa María).

Huestes sajonas y normandas enfrentadas. Tapiz de Bayeux,.

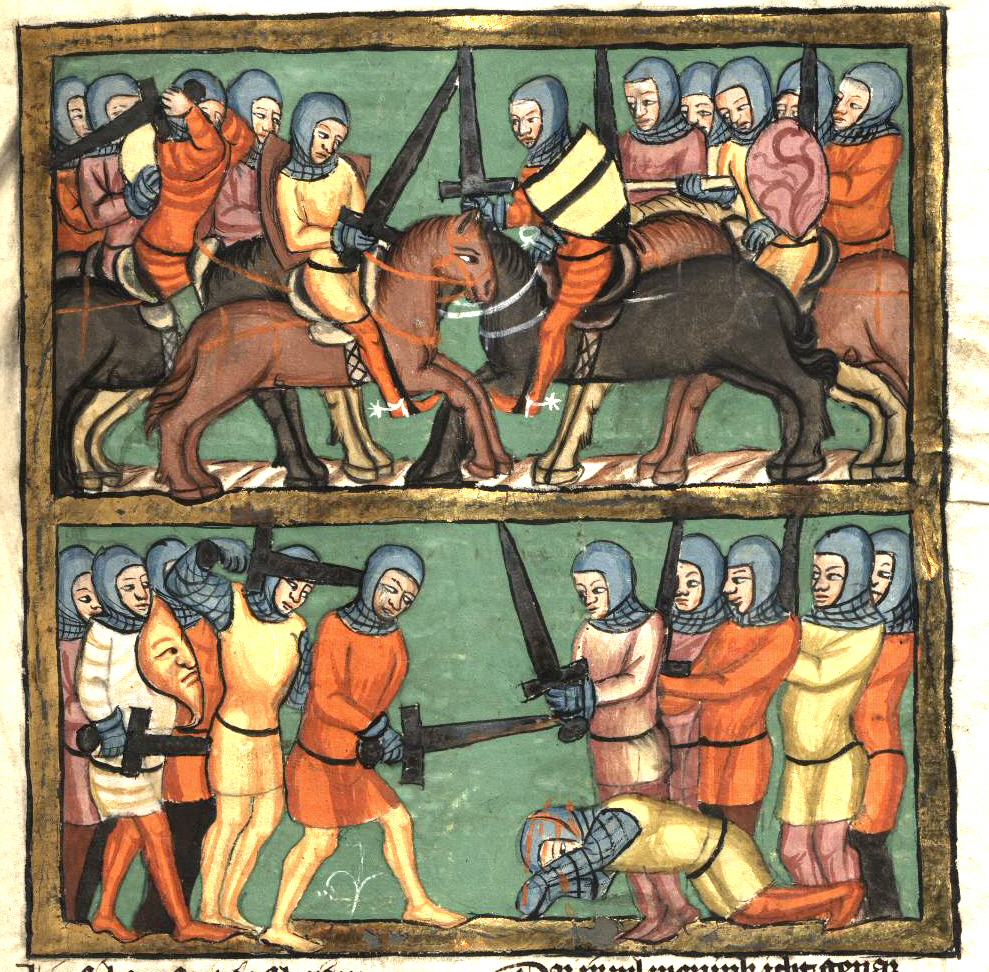
Huestes enfrentadas. Manuscrito iluminado del siglo XIV (Weltchronik de Fulda).
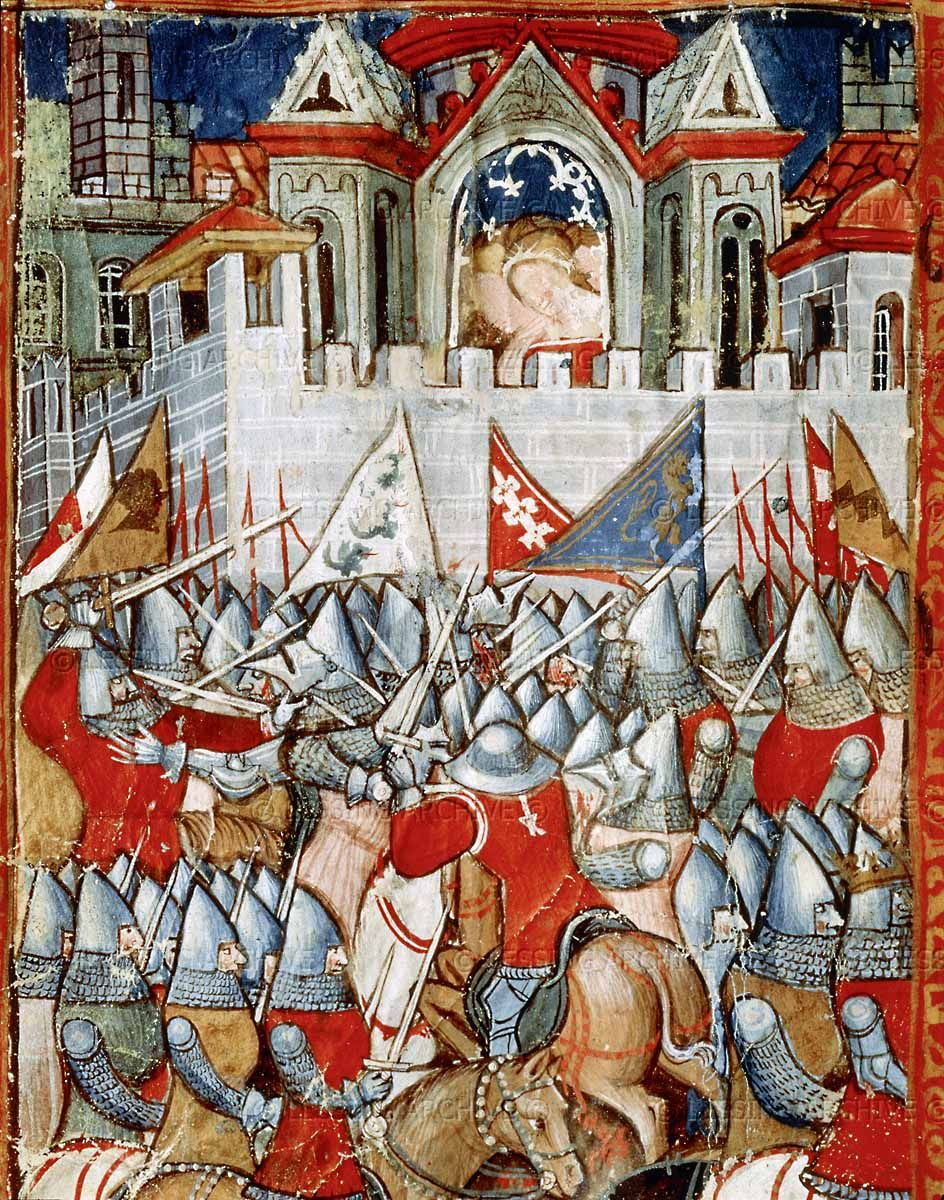
Reconstrucción imaginativa del asedio de Pamplona por las huestes de Carlomagno, en un manuscrito del siglo XIV.